# Anna Wojtczak (biochemik)
Anna Bronisława Wojtczak, z d. Drabczyk (ur. 24 czerwca 1928 w Warszawie, zm. 11 maja 2012 w Warszawie) – polska biochemik, pracownik naukowy Instytutu Biologii Doświadczalnej im. Marcelego Nenckiego.

## Życiorys
Była absolwentką Liceum Ogólnokształcącego im. Juliusza Słowackiego w Warszawie. Od 1948 pracowała jako laborant w Instytucie Biologii Doświadczalnej im. Marcelego Nenckiego, równocześnie studiowała chemię na Wydziale Matematyczno-Przyrodniczym Uniwersytetu Łódzkiego. Po ukończeniu studiów w 1952 rozpoczęła pracę jako asystent w Instytucie Biologii Doświadczalnej im. Marcelego Nenckiego, od 1954 była starszym asystentem, a od 1956 adiunktem. W 1961 obroniła pracę doktorską Badania nad endogennym czynnikiem z mitochondriów owadów rozprzęgającym oksydacyjną fosforylację napisaną pod kierunkiem Stelli Niemierko. W 1969 otrzymała stopień doktora habilitowanego, w 1972 zatrudniona jako docent, w 1979 uzyskała tytuł profesora nadzwyczajnego. W latach 1974–1990 była kierownikiem Pracowni Bioenergetyki i Regulacji Metabolizmu w Zakładzie Biochemii Komórki.
Od 1952 była żoną Lecha Wojtczaka (1926–2019), również pracownika Instytutu Biologii Doświadczalnej im. Marcelego Nenckiego.
W 1983 została odznaczona Złotym Krzyżem Zasługi.